# Мурманская область
Му́рманская о́бласть — субъект Российской Федерации, расположена на северо-западе России, образована 28 мая 1938 года. На юге граничит с Карелией, на западе — с Финляндией, на северо-западе — с Норвегией.

## История

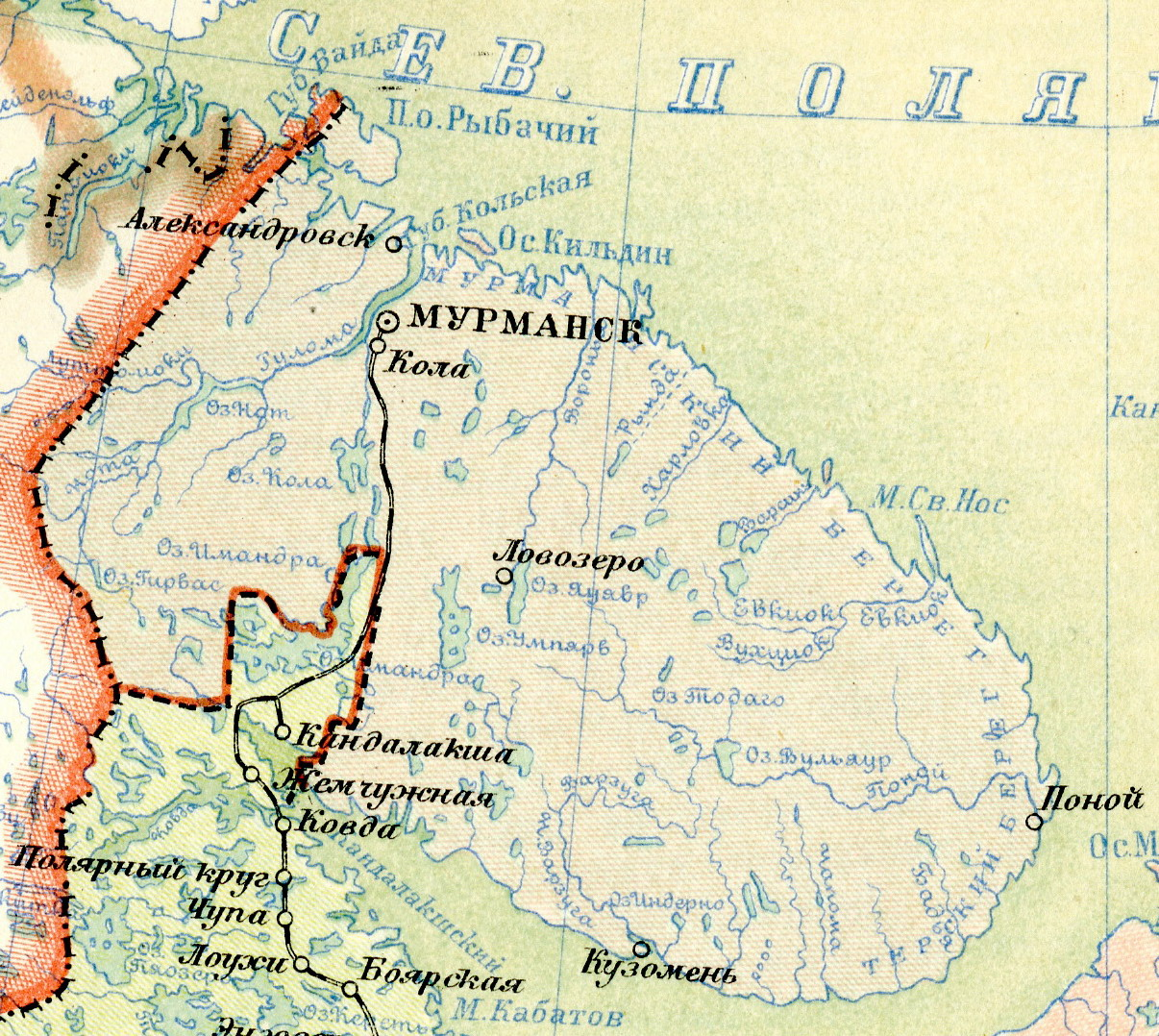
Мурманский округ в 1928 году

Быстрый рост промышленности, культуры и численности населения региона стал причиной создания в 1938 году из Мурманского округа и Кандалакшского района Карельской АССР самостоятельной административной единицы — Мурманской области.
В 1940 году после окончания советско-финляндской войны 1939—1940 годов в состав Мурманской области вошли отошедшие к Советскому Союзу западные части полуостровов Рыбачий и Средний.
В 1944 году в состав области включена Печенга, в составе независимой Финляндии известная как Петсамо.
3 февраля 1947 года Сектор Янискоски — Нискакоски площадью 176 км² был выкуплен Советским Союзом у Финляндии и включён в состав Мурманской области.

## Физико-географическая характеристика

### География

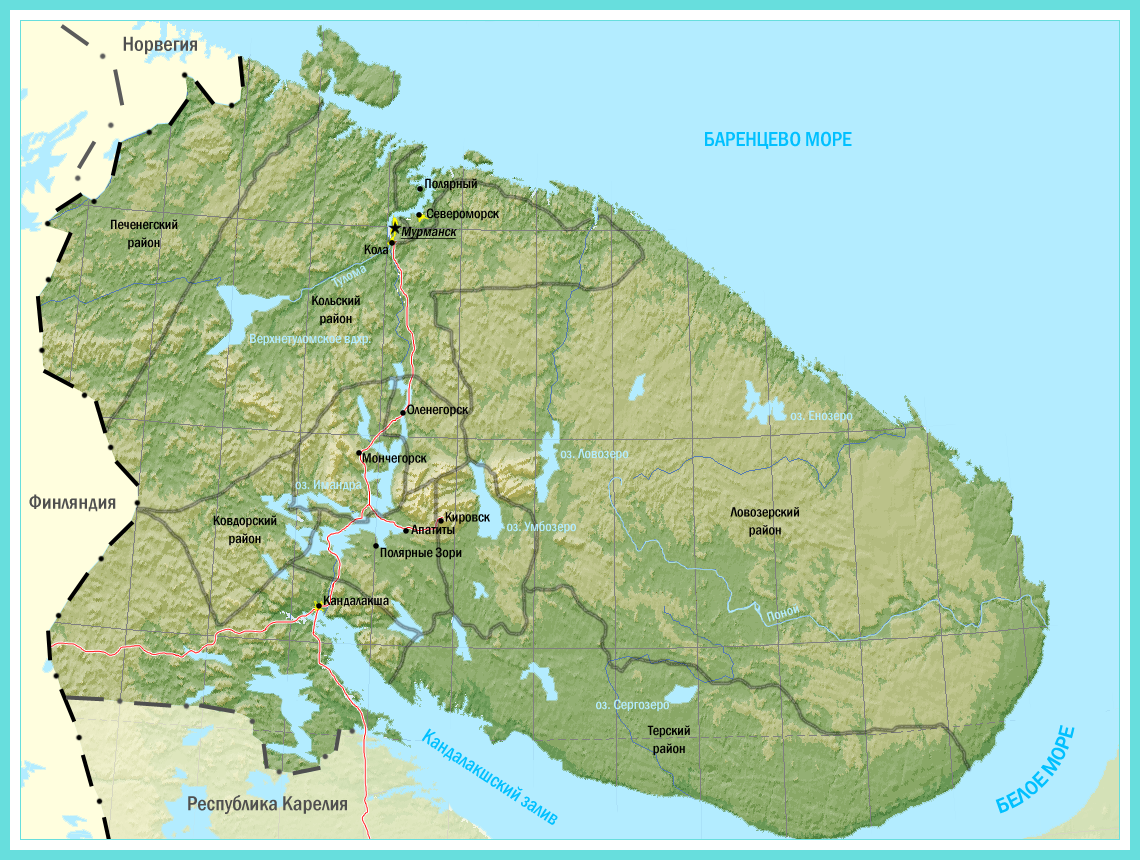
Карта Мурманской области

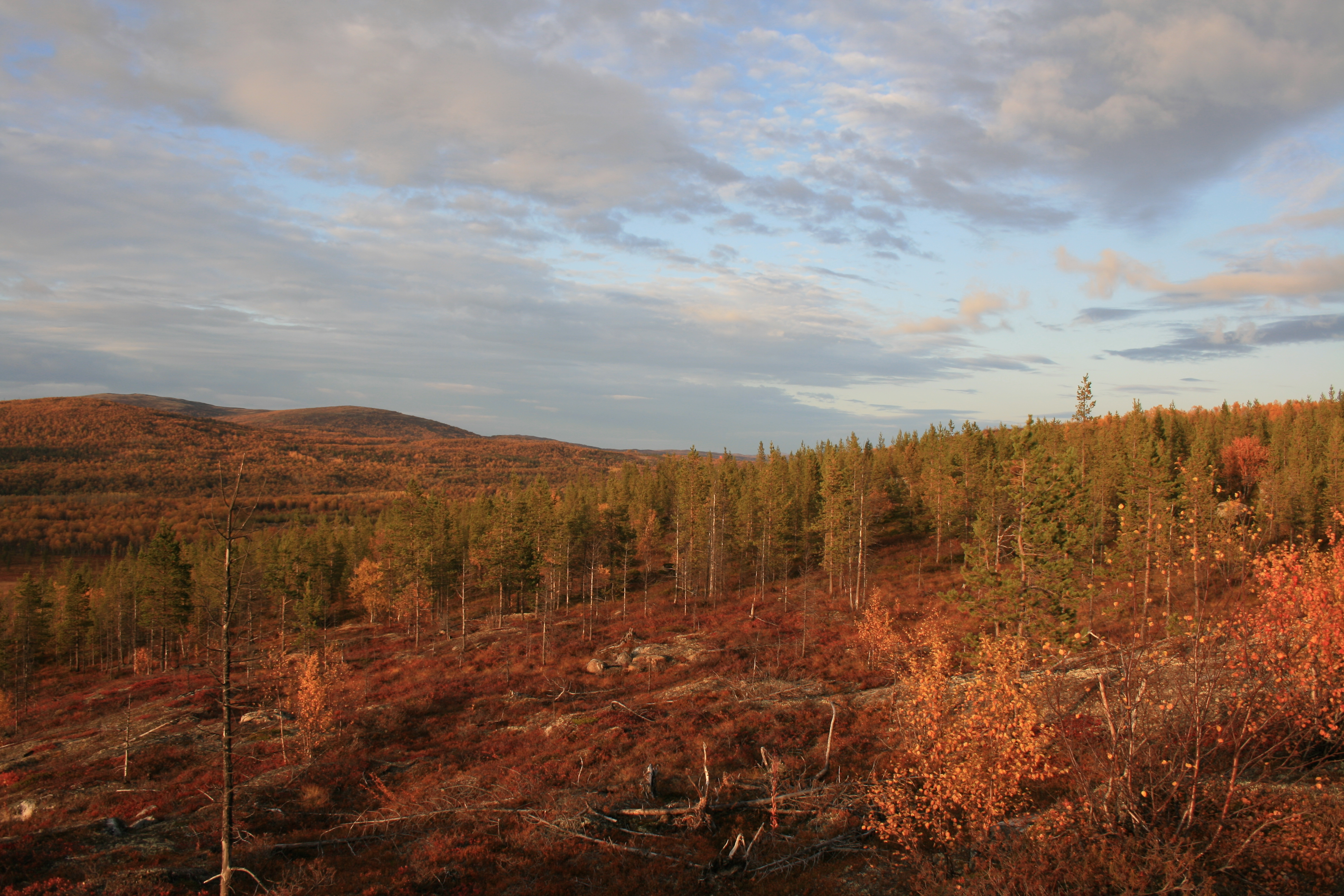
Окрестности Мурманска

Мурманская область расположена в Восточной Европе. Около 70 % территории области занимает Кольский полуостров (его площадь 100 000 км2), также в её состав входит континентальная часть, полуострова Рыбачий и Средний, острова Айновские, Великий, Кильдин, Семь островов. Большая часть области расположена за Северным полярным кругом.
На западе граничит с Норвегией и Финляндией, на юге с Республикой Карелия и через Белое море с Архангельской областью. Омывается Белым и Баренцевым морями. Протяжённость — 550 км с запада на восток и 400 км — с севера на юг.

### Геология и полезные ископаемые
Мурманская область расположена на Балтийском кристаллическом щите. Недра исключительно богаты минералами и полезными ископаемыми. Так, на 2021 год на территории области обнаружено и изучено 1 070 минералов (около 1/4 из всех известных на Земле), из которых 256 новооткрытых (около 100 из них обнаружены только здесь).
Основные полезные ископаемые на территории области — апатит (Хибинские месторождения апатит-нефелиновых руд). Апатит — ценное сырьё для фосфорных удобрений — добываются на территории Мурманской области с довоенных времён, нефелин используется для выработки глинозёма — сырья для алюминиевой промышленности, получения соды и производства цемента. Во вторую очередь идут железные руды (около 10 % российской добычи) Оленегорского и Ковдорского месторождений. На Ковдорском месторождении также добывается апатит, руда циркония (бадделеит), слюда-флогопит и вермикулит (крупнейшие мировые запасы). Медно-никелевые руды Печенгской и Мончегорской группы месторождений дают стране помимо никеля и меди такие металлы, как кобальт, платина, осмий, иридий и многие другие. В недрах Фёдорово-Панского массива находится крупнейшее месторождение металлов платиновой группы, которое является одним из крупнейших в мире.
Также производится добыча нефти на шельфе Баренцева моря, здесь же разведано одно из крупнейших в мире газовых — Штокмановское месторождение. Крупнейшие в стране запасы редкоземельных металлов сосредоточило в своих недрах уникальное Ловозерское месторождение. Почти неограниченные запасы алюминиевого сырья (кианитовые сланцы в Кейвах), граната-альмандина. Там же в Кейвах имеются залежи бериллиевых и литиевых (почти 50 % российских запасов) руд, редких металлов. Ведётся добыча слюды-мусковита, пегматитов.
Многочисленны месторождения строительных горных пород, поделочных и полудрагоценных камней (аметист, хризолит, гранат, лунный камень «беломорит», амазонит, эвдиалит и др.). В последнее время отмечены находки алмазов.

### Климат
Климат в южной части умеренно холодный, в северной — субарктический морской, смягчённый тёплым Северо-Атлантическим течением (северо-восточное продолжение Гольфстрима), это позволяет осуществлять судоходство круглый год. Зимой характерна полярная ночь, летом — полярный день. Средняя температура воздуха наиболее холодных месяцев (январь-февраль) составляет от −8 °C на севере области (влияние тёплого течения) до −12…-15 °C в центральных районах. Летом, соответственно, — +8 °C и +14 °C. Наименьшие температуры воздуха зимой составляют −35 °C на побережье Баренцева моря, −45 °C на беломорском побережье и −51 °C в центральных районах. Летние максимумы, соответственно, — +27, +32 и +33 °C (исключение составляет Териберка (село), где абсолютный максимум температуры +34,5 °C). Однако, сильные морозы бывают редко (как правило, в центральных и восточных районах). Напротив, оттепели довольно частое явление, особенно на Мурманском берегу. В целом зима довольно мягкая для Заполярья, более мягкая — на севере области. 
Заморозки возможны в любой день лета, в июне нередки снегопады. На морском побережье и горных плато часты сильные ветры (в Хибинах порывы достигают 55-60 м/с). Снег лежит в среднем с середины-конца октября до середины мая (в горных районах с конца сентября-начала октября до середины июня).
Вся территория Мурманской области относится к районам Крайнего Севера.

### Рельеф
В центральной части Мурманской области (в западной части Кольского полуострова) располагаются горные массивы Хибины (высота до 1 200 м) и Ловозерские тундры (высота до 1120 м), ещё западнее — Мончетундра, Чунатундра, Волчьи Тундры, Нявка Тундра, Сальные Тундры, Печенгские тундры и Туадаш Тундры.

### Гидрография
В далёком прошлом территория нынешней Мурманской области была покрыта ледником, который при наступлении оставил на земле глубокие царапины, поэтому в Мурманской области множество рек (Варзуга, Умба, Нива, Воронья, Кола, Тулома, самая длинная — река Поной) и озёр (Умбозеро, Ловозеро, самое большое по площади — Имандра). Имеются также небольшие реки, например, Стрельна. Запасы вод не ограничены пресными внутренними водоёмами и морями, значительны запасы вод и в подземных пластах. Здесь более 110 тыс. озёр площадью более 10 га и 18 209 рек длиной более 100 м.
Благодаря рельефу и высокой водообеспеченности регион обладает значительным гидроэлектропотенциалом, используемым на 2000-е годы до 3 млрд кВт·ч/год.

### Почвы
В регионе преобладают не представляющие на практике ценности подзолистые-глеевые, подзолистые иллювиально-гумусовые и тундрово-глеевые почвы, на юге области встречаются подзолисто-болотные, а на западе площади болотных почв.

### Животный и растительный мир

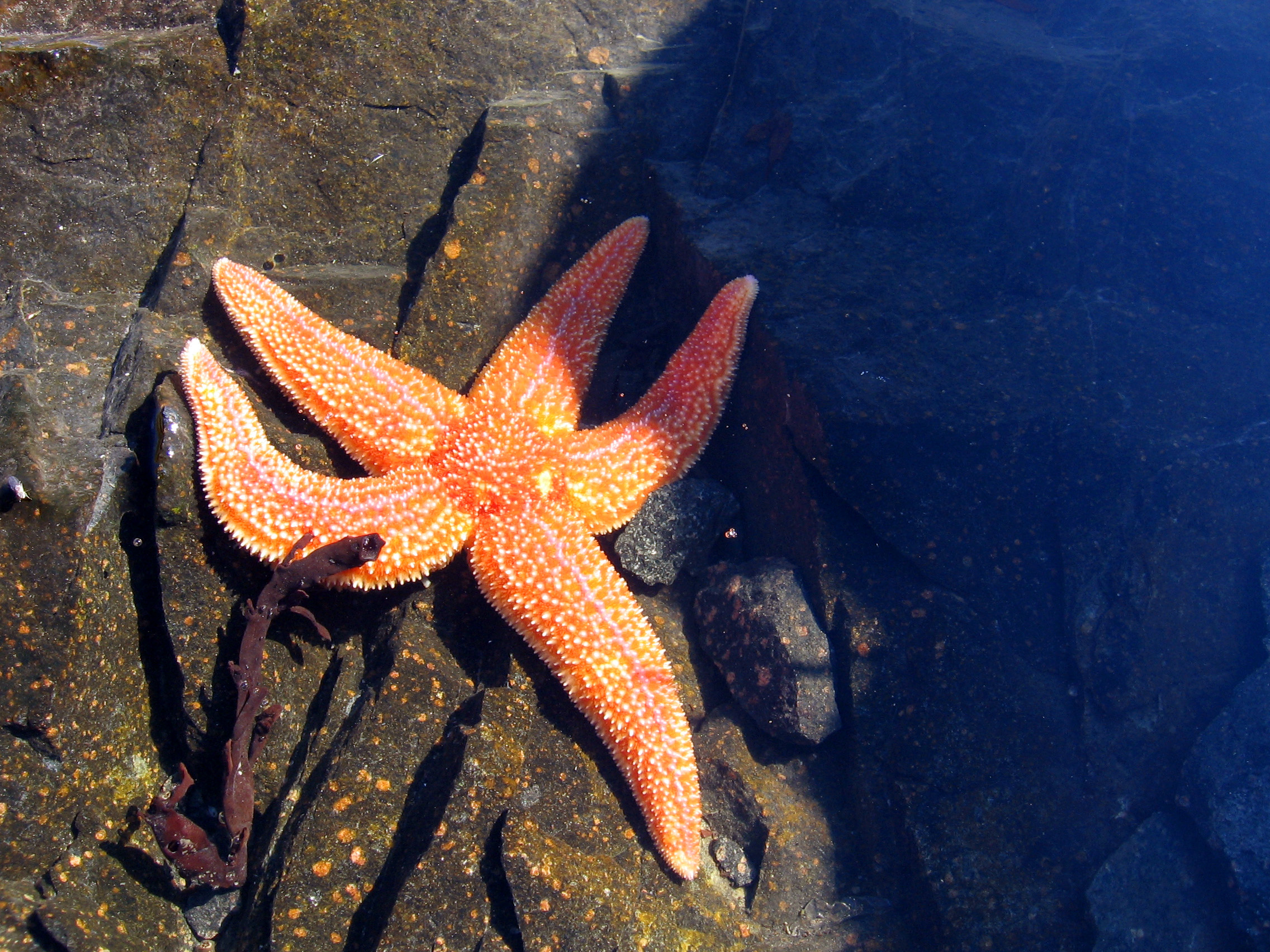
Морская звезда в Кандалакшском заливе

На территории Мурманской области субширотно сменяют друг друга южная тундра, лесотундра и северная тайга. Равнинные тундры занимают около 20 % территории области, протягиваются с северо-запада на юго-восток. Тундры устланы, как ковром, мхами и лишайниками, много ягод: черника, морошка, голубика, брусника и клюква. Южнее тундры протягивается лесотундра (полосой от 20 километров на северо-западе до 100 километров на юго-востоке), представленная редколесьем из берёзы пушистой. Деревья в зоне лесотундры часто карликовые (берёза и осина), хорошо растёт ель, встречается сосна. Южнее полосы лесотундры простирается северная тайга. Лесной фонд 94,5 тыс. км² или 69,2 % области. На долю древостоев с преобладанием сосны приходится 43 %, ели — 29 %, берёзы — 28 % площади. Сплошные рубки с 1940-х по 1980-е годы привели к сокращению деловой древесины на 60 %.
Животный мир Мурманской области заметно менее разнообразен, чем общероссийский. Так, в границах обитает 32 вида млекопитающих (всего в России — 326), около 280 видов птиц (всего в России — 765), незначительное количество амфибий и рептилий. Среди млекопитающих распространены лисы, куницы, горностаи, песцы, можно встретить волка, бурого медведя и росомаху. Распространены также лоси и северные олени. Иногда в южной части встречаются рысь, кабан и косуля. Большое количество белок и леммингов.
Из птиц здесь можно встретить синиц, снегирей, свиристелей. В лесах — полярную сову, рябчика, белую куропатку, тетерева и глухаря. Много чаек, крачек и другой морской птицы.
Мурманская область богата рыбой — в морских акваториях промышляют такие породы рыб, как треска, морской окунь, палтус, зубатка, камбала, сельдь, навага. В Баренцевом море у берегов области интродуцирован камчатский краб. Озёра и реки богаты ценными видами рыб, такими как: форель, сёмга, сиг, хариус, палия, нельма, голец. В больших количествах водятся окунь, щука, налим.
Мурманск известен северным сиянием, Китайские друзья полюбили ездить в Мурманск в туризм по северному сиянию (охоту за северным сиянием). Наиболее хороший период с середины сентября до конца марта.

### Заповедники и ботанические сады
- Лапландский заповедник
- Кандалакшский заповедник (также в Карелии)
- Пасвик (также в Норвегии)
- Полярно-альпийский ботанический сад-институт

## Население
Численность населения области, по данным Росстата, составляет 651 363 чел. (2025). Плотность населения — 4,50 чел./км² (2025). Городское население — 
95,06 % (2022).

### Изменение численности населения
| 1926       | 1931       | 1933       | 1959       | 1970       | 1979       | 1987       | 1989       | 1990       |
| ---------- | ---------- | ---------- | ---------- | ---------- | ---------- | ---------- | ---------- | ---------- |
| 23 006     | ↗57 200    | ↗117 300   | ↗567 672   | ↗799 527   | ↗965 462   | ↗1 118 000 | ↗1 146 757 | ↗1 191 468 |
| 1991       | 1992       | 1993       | 1994       | 1995       | 1996       | 1997       | 1998       | 1999       |
| ↘1 188 785 | ↘1 170 371 | ↘1 133 261 | ↘1 100 549 | ↘1 066 924 | ↘1 037 162 | ↘1 012 124 | ↘987 936   | ↘964 065   |
| 2000       | 2001       | 2002       | 2003       | 2004       | 2005       | 2006       | 2007       | 2008       |
| ↘941 062   | ↘922 875   | ↘892 534   | ↘889 809   | ↘880 003   | ↘872 783   | ↘864 607   | ↘856 969   | ↘850 929   |
| 2009       | 2010       | 2011       | 2012       | 2013       | 2014       | 2015       | 2016       | 2017       |
| ↘842 452   | ↘795 409   | ↘794 077   | ↘787 948   | ↘780 401   | ↘771 058   | ↘766 281   | ↘762 173   | ↘757 621   |
| 2018       | 2019       | 2020       | 2021       | 2022       | 2023       | 2024       | 2025       |            |
| ↘753 557   | ↘748 056   | ↘741 404   | ↘667 744   | ↘665 240   | ↘658 698   | ↘656 438   | ↘651 363   |            |

По данным всесоюзных и всероссийских переписей:
| Год                       | 1959    | 1970      | 1979      | 1989       | 2002      | 2010      | 2021      |
| ------------------------- | ------- | --------- | --------- | ---------- | --------- | --------- | --------- |
| городское население, чел. | 531 586 | ↗ 708 565 | ↗ 863 277 | ↗1 056 296 | ↘ 823 215 | ↘ 738 382 | ↘ 621 639 |
| городское население, %    | 93,6    | ↘ 88,6    | ↗ 89,4    | ↗ 92,1     | ↗ 92,2    | ↗ 92,8    | ↗ 93,1    |

### Национальный состав населения
Коренное население — саамы.
В таблице представлены национальности, представленные более 1 % в составе населения Мурманской области по итогам хотя бы одной переписи.
| Год переписи | 1926            | 1939              | 1959              | 1970              | 1979              | 1989              | 2002              | 2010              |
| ------------ | --------------- | ----------------- | ----------------- | ----------------- | ----------------- | ----------------- | ----------------- | ----------------- |
| Русские      | 16 719 (73,1 %) | ↗244 693 (84,0 %) | ↗484 199 (85,3 %) | ↗676 319 (84,6 %) | ↗819 492 (83,8 %) | ↗965 727 (82,9 %) | ↘760 862 (85,2 %) | ↘642 310 (89,0 %) |
| Украинцы     | 212 (0,9 %)     | ↗16 730 (5,7 %)   | ↗32 384 (5,7 %)   | ↗56 279 (7,0 %)   | ↗81 177 (8,3 %)   | ↗105 079 (9,0 %)  | ↘56 845 (6,4 %)   | ↘34 268 (4,8 %)   |
| Белорусы     | 121 (0,5 %)     | ↗4039 (1,4 %)     | ↗19 996 (3,5 %)   | ↗29 449 (3,7 %)   | ↗34 330 (3,5 %)   | ↗38 794 (3,3 %)   | ↘20 335 (2,3 %)   | ↘12 050 (1,7 %)   |
| Татары       | 311 (1,4 %)     | ↗4446 (1,5 %)     | ↗5566 (1,0 %)     | ↗7521 (0,9 %)     | ↗9530 (1,0 %)     | ↗11 459 (1,0 %)   | ↘7944 (0,9 %)     | ↘5624 (0,8 %)     |
| Коми         | 715 (3,1 %)     | ↗1121 (0,4 %)     | ↗1659 (0,3 %)     | ↗1830 (0,2 %)     | ↗2007 (0,2 %)     | ↗2167 (0,2 %)     | ↗2177 (0,2 %)     | ↘1649 (0,2 %)     |
| Саамы        | 1708 (7,5 %)    | ↗1755 (0,6 %)     | ↘1687 (0,3 %)     | ↗1715 (0,2 %)     | ↘1565 (0,2 %)     | ↗1615 (0,1 %)     | ↗1769 (0,2 %)     | ↘1599 (0,2 %)     |
| Карелы       | 414 (1,8 %)     | ↗3804 (1,3 %)     | ↘3766 (0,7 %)     | ↘3577 (0,4 %)     | ↘3482 (0,4 %)     | ↗3505 (0,3 %)     | ↘2203 (0,2 %)     | ↘1376 (0,2 %)     |
| Финны        | 1697 (7,4 %)    | ↗4317 (1,5 %)     | ↘1197 (0,2 %)     | ↘751 (0,1 %)      | ↘710 (0,1 %)      | ↘590 (0,05 %)     | ↘426 (0,05 %)     | ↘273 (0,03 %)     |

По итогам переписи населения 2020 года проживали следующие национальности (национальности менее 0,1 % и другое, см. в сноске к строке «Другие»):
| Национальность | Численность, чел. | Доля     |
| -------------- | ----------------- | -------- |
| Русские        | 515 521           | 77,20 %  |
| Украинцы       | 13 353            | 2,00 %   |
| Белорусы       | 4529              | 0,68 %   |
| Татары         | 3328              | 0,50 %   |
| Азербайджанцы  | 3132              | 0,47 %   |
| Саамы          | 1363              | 0,20 %   |
| Армяне         | 1305              | 0,20 %   |
| Коми           | 1174              | 0,18 %   |
| Узбеки         | 1141              | 0,17 %   |
| Чуваши         | 1082              | 0,16 %   |
| Башкиры        | 995               | 0,15 %   |
| Табасараны     | 993               | 0,15 %   |
| Лезгины        | 946               | 0,14 %   |
| Казахи         | 768               | 0,12 %   |
| Другие         | 118 114           | 17,68 %  |
| Итого          | 667 744           | 100,00 % |

## Населённые пункты
Населённые пункты с численностью населения более 5000 человек
| Мурманск    | ↘264 339 |
| Апатиты     | ↘48 410  |
| Североморск | ↗43 394  |
| Мончегорск  | ↘39 477  |
| Кандалакша  | ↘28 438  |

| Кировск       | ↘24 271 |
| Оленегорск    | ↘20 695 |
| Ковдор        | ↘15 423 |
| Заполярный    | ↘14 231 |
| Полярные Зори | ↘14 078 |

| Полярный    | ↘12 154 |
| Снежногорск | ↗10 023 |
| Никель      | ↘9519   |
| Мурмаши     | ↘9449   |
| Гаджиево    | ↘9088   |

| Кола      | ↘8933 |
| Заозёрск  | ↘7760 |
| Высокий   | ↘6716 |
| Ревда     | ↘6321 |
| Алакуртти | ↗5533 |

## Административно-территориальное деление
В административно-территориальном отношении Мурманская область состоит из следующих административно-территориальных единиц:
- 6 районов

1. Кандалакшский
2. Ковдорский
3. Кольский
4. Ловозерский
5. Печенгский
6. Терский

- 6 городов областного значения

1. город Мурманск (с 1 января 2021 года город-герой Мурманск);
2. город Апатиты с подведомственной территорией;
3. город Кировск с подведомственной территорией;
4. город Мончегорск с подведомственной территорией;
5. город Оленегорск с подведомственной территорией;
6. город Полярные Зори с подведомственной территорией;

- 5 закрытых административно-территориальных образований

1. ЗАТО посёлок Видяево
2. ЗАТО город Заозёрск
3. ЗАТО город Островной
4. ЗАТО город Североморск
5. ЗАТО Александровск.

## Муниципальное устройство
В рамках муниципального устройства с 1 января 2021 года регион состоит из:
- 6 городских округов;
- 7 муниципальных округов;
- 4 муниципальных района, в том числе:
  - 10 городских поселений;
  - 19 сельских поселений.

### Муниципальные районы, муниципальные и городские округа
| №                    | Флаг | Герб | Название                                           | Административный центр | Площадь, км² | Население, чел. (2023) |
| -------------------- | ---- | ---- | -------------------------------------------------- | ---------------------- | ------------ | ---------------------- |
| Муниципальные районы |      |      |                                                    |                        |              |                        |
| 1                    |      |      | Кандалакшский муниципальный район                  | город Кандалакша       | 14 410       | ↘39 935                |
| 2                    |      |      | Кольский муниципальный район                       | город Кола             | 28 320       | ↘33 510                |
| 3                    |      |      | Ловозерский муниципальный район                    | село Ловозеро          | 52 978       | ↘8695                  |
| 5                    |      |      | Терский муниципальный район                        | пгт Умба               | 19 300       | ↘4619                  |
| Муниципальные округа |      |      |                                                    |                        |              |                        |
| II                   |      |      | город Апатиты с подведомственной территорией       | город Апатиты          | 2500         | ↘48 426                |
| V                    |      |      | город Кировск с подведомственной территорией       | город Кировск          | 3600         | ↘26 253                |
| VI                   |      |      | Ковдорский муниципальный округ                     | город Ковдор           | 4066         | ↘16 762                |
| VII                  |      |      | город Мончегорск с подведомственной территорией    | город Мончегорск       | 3400         | ↘41 729                |
| IX                   |      |      | город Оленегорск с подведомственной территорией    | город Оленегорск       | 1900         | ↘27 974                |
| 4                    |      |      | Печенгский муниципальный округ                     | пгт Никель             | 8700         | ↘30 591                |
| XI                   |      |      | город Полярные Зори с подведомственной территорией | город Полярные Зори    | 1000         | ↘15 726                |
| Городские округа     |      |      |                                                    |                        |              |                        |
| I                    |      |      | ЗАТО Александровск                                 | город Полярный         | 521          | ↘32 232                |
| III                  |      |      | ЗАТО посёлок Видяево                               | посёлок Видяево        | 78           | ↗4346                  |
| IV                   |      |      | ЗАТО город Заозёрск                                | город Заозёрск         | 516          | ↘7760                  |
| VIII                 |      |      | город-герой Мурманск                               | город Мурманск         | 154          | ↘264 339               |
| X                    |      |      | ЗАТО город Островной                               | город Островной        | 463          | ↘1432                  |
| XII                  |      |      | ЗАТО город Североморск                             | город Североморск      | 480          | ↗50 949                |

Населённые пункты в составе городских округов
| Городские округа       | Карта | Состав |
| ---------------------- | ----- | --- |
| город-герой Мурманск   |       | г. Мурманск, в том числе: Ленинский округ, Октябрьский округ, Первомайский округ |
| ЗАТО Александровск     |       | Административный округ Гаджиево, в том числе: г. Гаджиево, н. п. Кувшинская Салма Административный округ Полярный, в том числе: г. Полярный Административный округ Снежногорск, в том числе: г. Снежногорск, н. п. Оленья Губа, н. п. Сайда Губа |
| ЗАТО посёлок Видяево   |       | пос. Видяево, н. п. Чан-Ручей |
| ЗАТО город Заозёрск    |       | г. Заозёрск |
| ЗАТО город Островной   |       | г. Островной, н. п. Корабельное, с. Лумбовка, н. п. Маяк Городецкий, н. п. Мыс Чёрный, н. п. Святой Нос, н. п. Терско-Орловский Маяк |
| ЗАТО город Североморск |       | г. Североморск, пгт Сафоново, н. п. Североморск-3, н. п. Щукозеро |

Населённые пункты в составе муниципальных округов
| Муниципальные округа                               | Карта | Состав |
| -------------------------------------------------- | ----- | --- |
| город Апатиты с подведомственной территорией       |       | г. Апатиты, н. п. Тик-Губа, ж.-д. ст. Хибины |
| город Кировск с подведомственной территорией       |       | г. Кировск, н. п. Коашва, н. п. Титан |
| Ковдорский муниципальный округ                     |       | г. Ковдор Ёнский сельский территориальный округ, в том числе н. п. Ёнский, с. Ёна, н. п. Куропта, н. п. Лейпи, н.п. Риколатва |
| город Мончегорск с подведомственной территорией    |       | г. Мончегорск, н. п. Лапландский заповедник, н. п. 25 км Железной Дороги Мончегорск-Оленья, н. п. 27 км Железной Дороги Мончегорск-Оленья |
| город Оленегорск с подведомственной территорией    |       | г. Оленегорск, н. п. Высокий, c. Имандра, ж.-д. ст. Лапландия, ж.-д. ст. Ягельный Бор |
| Печенгский муниципальный округ                     |       | пгт Никель, г. Заполярный, пгт Печенга, н. п. Борисоглебский, н. п. Вайда-Губа, н. п. Корзуново, н. п. Лиинахамари, н. п. Луостари, ж.-д. ст. Луостари, ж.-д. ст. Печенга, н. п. Приречный, н. п. Путевая Усадьба 9 км железной дороги Луостари-Никель, н. п. Раякоски, н. п. Сальмиярви, н. п. Спутник, ж.-д. ст. Титовка, н. п. Цыпнаволок |
| город Полярные Зори с подведомственной территорией |       | г. Полярные Зори, н. п. Африканда, н. п. Зашеек |

### Сельские и городские поселения

#### Кандалакшский район

Кандалакшский район

| Поселения                         | Состав |
| --------------------------------- | --- |
| Городское поселение Кандалакша    | г. Кандалакша, н. п. Белое Море, с. Колвица, с. Лувеньга, н. п. Нивский, ж.-д. ст. Пинозеро, ж.-д. ст. Проливы, ж.-д. ст. Ручьи, с. Федосеевка |
| Городское поселение Зеленоборский | пгт Зеленоборский, ж.-д. ст. Жемчужная, с. Княжая Губа, ж.-д. ст. Ковда, с. Ковда, н. п. Лесозаводский, н. п. Пояконда                         |
| Сельское поселение Алакуртти      | с. Алакуртти, н. п. Кайралы, н. п. Куолоярви, н. п. Приозерный                                                                                 |
| Сельское поселение Зареченск      | н. п. Зареченск, с. Ковдозеро, ж.-д. ст. Нямозеро                                                                                              |

#### Кольский район

Кольский район

| Поселения                           | Состав |
| ----------------------------------- | --- |
| Городское поселение Кола            | г. Кола |
| Городское поселение Верхнетуломский | пгт Верхнетуломский, н. п. Светлый                                                                                   |
| Городское поселение Кильдинстрой    | пгт Кильдинстрой, н. п. Голубые Ручьи, н. п. Зверосовхоз, ж.-д. ст. Магнетиты, н. п. Шонгуй                          |
| Городское поселение Молочный        | пгт Молочный, ж.-д. ст. Выходной                                                                                     |
| Городское поселение Мурмаши         | пгт Мурмаши |
| Городское поселение Туманный        | пгт Туманный |
| Сельское поселение Междуречье       | н. п. Междуречье, с. Белокаменка, н. п. Килпъявр, с. Минькино, н. п. Мишуково, н. п. Ретинское                       |
| Сельское поселение Пушной           | н. п. Пушной, ж.-д. ст. Кица, ж.-д. ст. Лопарская, н. п. Мокрая Кица, н. п. Песчаный, с. Пулозеро, ж.-д. ст. Тайбола |
| Сельское поселение Териберка        | с. Териберка, н. п. Восточный Кильдин, н. п. Дальние Зеленцы, н. п. Западный Кильдин, н. п. Остров Большой Олений    |
| Сельское поселение Тулома           | с. Тулома, ж.-д. ст. Нял, ж.-д. ст. Пяйве                                                                            |
| Сельское поселение Ура-Губа         | с. Ура-Губа |

#### Ловозерский район

Ловозерский район

| Поселение                   | Состав                                               |
| --------------------------- | ---------------------------------------------------- |
| Городское поселение Ревда   | пгт Ревда                                            |
| Сельское поселение Ловозеро | с. Ловозеро, с. Каневка, с. Краснощелье, с. Сосновка |

#### Терский район

Терский район

| Поселения                  | Состав |
| -------------------------- | --- |
| Городское поселение Умба   | пгт Умба, н. п. Восточное Мунозеро, н. п. Индель, с. Оленица                                                  |
| Сельское поселение Варзуга | с. Варзуга, с. Кашкаранцы, с. Кузомень, н. п. Маяк Никодимский, с. Пялица, с. Тетрино, с. Чаваньга, с. Чапома |

Упразднённые муниципальные образования

#### Печенгский район
С мая 2020 года Печенгский муниципальный район преобразован в Печенгский муниципальный округ, все поселения упразднены.

Печенгский район

| Поселения                      | Состав |
| ------------------------------ | --- |
| Городское поселение Никель     | пгт Никель, н. п. Борисоглебский, н. п. Приречный, н. п. Раякоски, н. п. Сальмиярви                                                |
| Городское поселение Заполярный | г. Заполярный |
| Городское поселение Печенга    | пгт Печенга, н. п. Вайда-Губа, н. п. Лиинахамари, ж.-д. ст. Печенга, н. п. Спутник, н. п. Цыпнаволок                               |
| Сельское поселение Корзуново   | н. п. Корзуново, н. п. Луостари, ж.-д. ст. Луостари, н. п. Путевая Усадьба 9 км железной дороги Луостари-Никель, ж.-д. ст. Титовка |

## Экономика
Валовой региональный продукт Мурманской области в 2008 году составил 215,9 миллиардов рублей. В том числе добыча полезных ископаемых — 40,0 млрд руб.; обрабатывающие производства — 33,7 млрд руб.; оптовая и розничная торговля, ремонт автотранспортных средств, мотоциклов, бытовых изделий и предметов личного пользования — 25,9 млрд руб.; транспорт и связь — 24,5 млрд руб., и др.
Хорошо развиты рыбная, горнодобывающая, химическая промышленность и цветная металлургия.
В 2012 году журнал Коммерсантъ-Власть на основе данных за 2010—2012 гг. делает следующие расчёты по Мурманской области.
| Расходы бюджета на душу населения (руб. в год)                          | 23 922 |
| Среднемесячная зарплата (руб.)                                          | 16 643 |
| Средний размер пенсии (руб.)                                            | 8451   |
| Средние цены на первичном рынке жилья (руб. / м²)                       | 90 000 |
| Прожиточный минимум (руб.)                                              | 9315   |
| Стоимость минимального набора продуктов питания (руб.)                  | 5024   |
| МРОТ (руб.)                                                             | 9112   |
| Уровень безработицы (% от численности экономически активного населения) | 1,8    |

Среди субъектов РФ Мурманская область стабильно занимает средние и выше средних позиции в международных и российских рейтингах и отчётах об инвестиционном климате. В инвестиционном рейтинге российских регионов 2012—2013 гг. рейтингового агентства «Эксперт РА» Мурманская область имеет рейтинг 3B1 (пониженный потенциал — умеренный риск). В рейтинге инвестиционной привлекательности регионов России (2013 г.) Национального рейтингового агентства, Мурманская область входит в группу IC5 (средняя инвестиционная привлекательность — второй уровень). В 2023 году по итогам оценки инвестиционной привлекательности Мурманская область находится в группе IC3 (высокая инвестиционная привлекательность).

### Промышленность
Крупнейшие предприятия области:
- «Апатит» (Апатиты, Кировск) — производство апатитового концентрата
- «Кандалакшский алюминиевый завод» (Кандалакша) — производство первичного алюминия
- «Кольская горно-металлургическая компания» (Мончегорск, Заполярный, Никель) — производство никеля, рафинированной меди, серной кислоты
- «Оленегорский ГОК» (Оленегорск) — производство железорудного сырья
- Ковдорский горно-обогатительный комбинат — производство апатитового, бадделеитового и железорудного концентратов
- «Мурманский траловый флот» (Мурманск) — рыбный промысел

### Энергетика
По состоянию на начало 2021 года, на территории Мурманской области (без учёта зоны децентрализованного энергоснабжения) эксплуатировалась 21 электростанция общей мощностью 3532,6 МВт, в том числе одна атомная электростанция, 16 гидроэлектростанций, три тепловые электростанции и одна приливная электростанция. В 2020 году они произвели 16 493 млн кВт·ч электроэнергии (с учётом Кумской ГЭС, территориально находящейся в Карелии, но организационно входящей в состав Мурманской энергосистемы).
Электроэнергией область обеспечивают Кольская АЭС избыточной мощности 1760 МВт, Апатитская ТЭЦ (г. Апатиты 323 МВт, 735 Гкал/час), Мурманская ТЭЦ (12 МВт, 1111 Гкал/час) и ГЭС общей мощности 1550 МВт на реках Тулома (Туломские ГЭС), Нива (Нивские ГЭС), Паз (Пазские ГЭС), Ковда (Ковдинские ГЭС), Воронья (Серебрянские ГЭС), Териберка (Териберские ГЭС). В Мурманской области имеется уникальная электростанция: Кислогубская приливная электростанция, производящая электричество из энергии приливов и отливов (единственная приливная электростанция в России).

### Кольская сверхглубокая скважина
Ещё один уникальный объект на территории Мурманской области — Кольская сверхглубокая скважина, её глубина превышает 12 км, в настоящее время скважина закрыта.

### Сельское хозяйство
В основном выращивают кормовые культуры, картофель и овощи. Развит сбор ягод. Большую часть продукции отрасли даёт скотоводство — мясо-молочное животноводство, оленеводство (ок. 60 тыс. голов), свиноводство.
| тыс. гектар | 6 | 24,8 | 16 | 12,1 | 7,8 | 7,1 | 7,7 |

### Оленеводство
Регион отличался развитым оленеводством, причём поголовье было относительно стабильным в постсоветский период: в 1990 году насчитывалось 78 тыс. оленей, в 2000 году — 70 тыс. оленей, а в 2010 году — 62 тыс. оленей. Оленеводство отличается значительной ролью сельхозпредприятий: по состоянию на 1 января 2011 года, в частных руках было только 8 % оленей.

### Туризм, рекреация и спорт

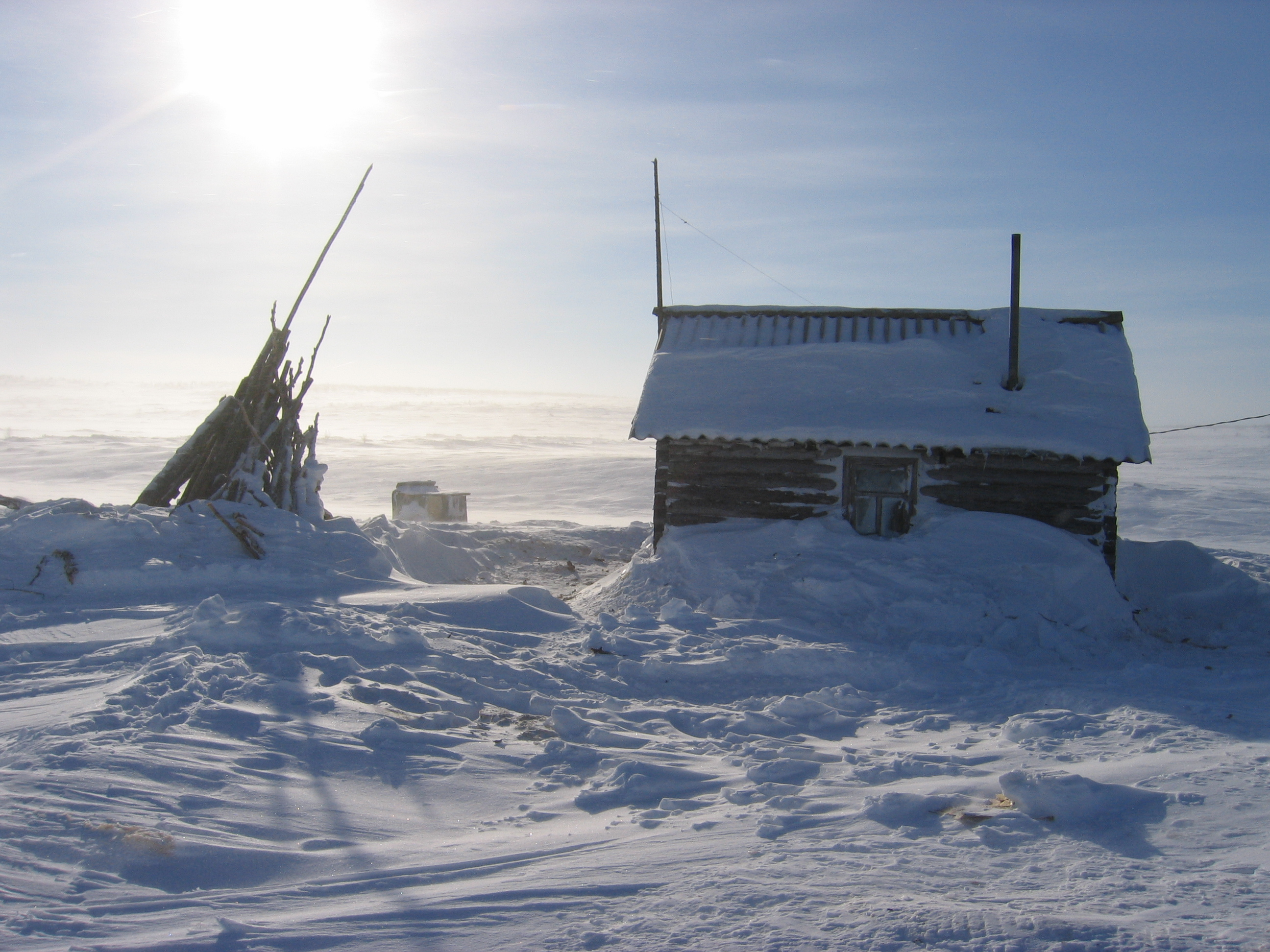
Жилище оленеводов в тундре

В последнее время набирает силу экологический и этнотуризм, в основном это иностранные туристы, желающие пожить в местах Лапландии, где не ступает нога человека (например, турбаза рядом с Йоканьгой). В области также популярен минералогический и экстремальный туризм.
Горнолыжные курорты в Хибинах в районе Кировска.

### Транспорт

#### Автодороги
По территории области проходят федеральная дорога Р-21 «Кола» от Санкт-Петербурга через Петрозаводск, Мурманск, Печенгу до границы с Норвегией (международный автомобильный пункт пропуска «Борисоглебск») от км 1068.
Всего по Мурманской области автодорог общего пользования насчитывается 2566 км, из них с твёрдым покрытием 2472 км (или 96,3 %) (в целом по России 91,3 %), в том числе: II категории (106 км), III категории (628 км). Крупнейшими помимо «Колы» в области являются дороги Лотта, Салла и Серебрянка.
По обеспеченности автодорогами общего пользования с твёрдым покрытием Мурманская область имеет показатель 17,1 км на 1 тыс. км².
Из 145 сельских населённых пунктов 106, или 73,1 %, имеют связь по дорогам с твёрдым покрытием с сетью автодорог общего пользования (по России в целом — 66,1 %).
За период реализации программы «Дороги России» (2000—2004 гг.) в Мурманской области построено и реконструировано 50,1 км федеральных и территориальных автодорог и 453,7 погонных метров мостовых сооружений.
До 2005 года связь между правым и левым берегами Кольского залива осуществлялась по мостам через реки Кола и Тулома.
Пущенный в октябре 2005 года мостовой переход через Кольский залив является узловым звеном, обеспечивающим автотранспортную связь районов Мурманской области и выход к границам Скандинавских стран (Норвегия, Финляндия) и значительной части области с Мурманском.
Строительство этого мостового перехода велось с 1992 года при долевом участии федерального бюджета. Протяжённость моста — 2500 метров, количество полос движения — 4, проектно-сметная стоимость объекта в ценах 2005 года — 2856,873 млн рублей.

#### Железные дороги
Основная дорога — электрифицированный переменным током 27,5 КВ участок Ковда — Мурманск (двухпутный от станции Ковда до станции Апатиты и однопутный с двухпутными вставками от станции Апатиты до станции Мурманск) линии Санкт-Петербург — Мурманск. Линия построена в своей первоначальной форме во время Первой мировой войны, и введена во временную эксплуатацию 5 ноября 1916 года. Позднее были построены тепловозные ветки на Алакуртти, Ковдор, Ревду, Мончегорск, Североморск, Никель и Лиинахамари.
В начале 1950-х годов развернулось строительство ветки на восток, до бухт Поной и Иоканьга в восточной части полуострова (т. н. Кольская железная дорога), но ввиду смерти Сталина строительство не было завершено.

## Военное значение
Мурманская область имеет важное военно-стратегическое значение. Это единственное место в европейской части России, где располагаются незамерзающие порты, обеспечивающие круглогодичный прямой выход в открытый океан. Здесь сосредоточен Северный флот со штабом в Североморске. Всего в области 5 ЗАТО Министерства обороны (Североморск, Видяево, Заозёрск, Островной и Александровск). До недавнего времени полуостров Рыбачий был также закрыт для свободного посещения. На авиабазах Оленья, Североморск-1 и Североморск-3 дислоцирована авиация Северного флота, в том числе дальние ракетоносцы Ту-22М3. Действует военный аэродром близ Мончегорска.

## Образование
В 2016 году в Мурманской области действующую лицензию имело 2 государственных и 2 частных ВУЗа, а также действовало 8 филиалов ВУЗов Москвы, Санкт-Петербурга и других городов России.
Государственная образовательная система области включает 240 дошкольных образовательных организаций, 166 общеобразовательных организаций, 19 среднего профессионального образования.

## Культура

### Музеи
Первый музей области — Мурманский областной краеведческий музей, был открыт 17 октября 1926 года. Спустя 9 лет, 1 мая 1935 года, в Кировске появился Мемориальный музей имени С. М. Кирова. После этого, в период с 1935 по 1950 год музеи возникали по всей области, собственные краеведческие выставки открывались при школах области, открыт первый геологический музей Мурмана при руднике имени Кирова, в 1946 году, на основе работ художников и фотографов времён Великой Отечественной войны, в Мурманске открыт Военно-морской музей Северного флота.
Первые музеи при крупных предприятиях и учреждениях Мурманской области начали появляться с конца 1970-х годов. Так в помещении Дома отдыха рыбаков Мурманского тралового флота появилась экспозиция «Становление и развитие рыбной промышленности Северного бассейна», в Мурмашах своим музеем обзавелось «Колэнерго», в посёлке Ревда — Ловозерский горно-обогатительный комбинат, в Кировске — комбинат «Апатит», в Мурманске — городская таможня, органы внутренних дел и т. п. В 1989 году основан Мурманский областной художественный музей, последний музей, появившийся в области в советский период.
Из-за возникшего в годы перестройки финансового кризиса многие музеи, особенно небольшие школьные музеи и музеи при предприятиях и учреждениях, были закрыты и ликвидированы. Возрождение музеев Мурманского края пришлось на вторую половину-конец 1990-х годов. В 1996 году был основан Североморский Музей истории города и флота, в 1999 году — Городской историко-краеведческий музей ЗАТО город Полярный и ряд муниципальных музеев в Кандалакше, Ковдоре и других населённых пунктах области. Стали появляться музеи при крупных областных библиотеках, например, Музей саамской литературы и письменности имени Октябрины Вороновой в посёлке Ревда, музей Есенина при Мурманской областной детско-юношеской библиотеке, литературный музей имени Н. Н. Блинова и другие.
По данным на 2008 год в Мурманской области официально зарегистрировано 89 музеев: 2 областных, 8 муниципальных, 1 ведомственный и 78 общественных. Из общественных музеев: 25 боевой славы, 16 истории образовательных учреждений, 14 истории предприятий и организаций, 6 историко-краеведческих, 5 литературных и 12 разнопрофильных.

## Награды
- Орден Ленина (2 марта 1966 года)[67].